# Um Tio Quase Perfeito
Um Tio Quase Perfeito é um filme de comédia brasileiro de 2017, estrelado por Marcus Majella, dirigido por Pedro Antônio Paes e ligeiramente inspirado no filme norte-americano Uma Babá Quase Perfeita, de 1993. Em 2019 foi anunciada a continuação Um Tio Quase Perfeito 2.

## Sinopse
Tony é um malandro trambiqueiro que adora se disfarçar para ganhar dinheiro de inocentes. Ele já foi estátua viva, pastor, cartomante - tudo com a ajuda de sua mãe, Cecília. Depois de serem despejados de casa, os dois procuram Angela, outra filha de Cecília e com quem eles não falam há anos, que cai na lábia dos dois e se oferece para dividirem o mesmo teto. Após receber uma promoção no emprego que a obriga a passar um tempo viajando, Angela decide deixar os seus três filhos sob os cuidados do Tio Tony - o que vai ocasionar muitas confusões.

## Elenco
- Marcus Majella como Tony
- Ana Lúcia Torre como Cecília
- Júlia Svacinna como Patrícia
- Soffia Monteiro como Valentina
- João Barreto como João
- Letícia Isnard como Ângela
- Eduardo Galvão como Gustavo
- Osvaldo Mil como Henrique
- Bia Montez como Coordenadora Luciana
- Gustavo Nader como Neco
- Henrique Neves como Diretor
- Ana Cecília Banal como Dani
- Patrícia Elizardo como assistente do diretor
- Pedro Farah como senhor de bengala